# Mistrzostwa Litwy w piłce siatkowej mężczyzn (2023/2024)
Mistrzostwa Litwy w piłce siatkowej mężczyzn 2023/2024 (oficjalna nazwa ze względów sponsorskich: Meistro kodas Lietuvos vyrų tinklinio čempionatas 2023/2024) – 83. sezon rozgrywek o mistrzostwo Litwy (wliczając mistrzostwa Kowna oraz mistrzostwa Litewskiej SRR) zorganizowany przez Litewski Związek Piłki Siatkowej (Lietuvos tinklinio federacija, LTF).  Za jego przebieg odpowiadała Kowieńska Amatorska Liga Piłki Siatkowej (Kauno tinklinio mėgėjų lyga, KTML). Zainaugurowany został 22 października 2023 roku.
Ze względu na fakt, że przed sezonem z rozgrywek wycofały się dwa zespoły, tj. Etovis Kelmė i Panevėžio agrochemija-SC, zdecydowano się o połączeniu grup A i B w jedną. Do Mistrzostw Litwy dołączyła drużyna Wileńskiego Uniwersytetu Technicznego. Amber Volley Gorżdy jako uczestnik ligi bałtyckiej udział w rozgrywkach rozpoczął od fazy play-off. 
Rozgrywki składały się z fazy zasadniczej, fazy play-off oraz fazy finałowej. W fazie zasadniczej drużyny rozegrały ze sobą po dwa mecze. Siedem najlepszych awansowało do fazy play-off. Faza play-off obejmowała ćwierćfinały oraz turnieje finałowe grup A i B. Zwycięzcy ćwierćfinałów kontynuowali rozgrywki w grupie A, przegrani natomiast w grupie B. W ramach turniejów finałowych grup A i B rozegrane zostały półfinały, mecze o 3. miejsce i finały. Zwycięzca finału grupy A został mistrzem Litwy.
Turniej finałowy grupy B odbył się w dniach 16-17 marca 2024 roku w siatkarskim centrum w Olicie (Alytaus tinklinio centras). Zwycięzcą grupy B został zespół Vilnius Tech, który w finale pokonał Alytaus Ultra.
Turniej finałowy grupy A rozegrany został w dniach 23-24 marca 2024 roku w policyjnej hali sportowej (Policijos sporto salė) w Gorżdach. Po raz czwarty mistrzem Litwy został zespół Amber Volley Gorżdy, który w finale pokonał drużynę Elga-Grafaitė-SC Dubysa. Trzecie miejsce zajęła Sūduva Mariampol. Najlepszym zawodnikiem (MVP) turnieju finałowego wybrany został Artūr Vincėlovič.
Sponsorem tytularnym rozgrywek zostało przedsiębiorstwo Meistro kodas.

## System rozgrywek
Mistrzostwa Litwy w sezonie 2023/2024 składały się z fazy zasadniczej oraz fazy play-off.
W fazie zasadniczej uczestniczyło 8 zespołów. Rozegrały one między sobą po dwa mecze systemem kołowym (mecz u siebie i rewanż na wyjeździe). Da fazy play-off awansowało 7 najlepszych drużyn.
Od fazy play-off udział w rozgrywkach rozpoczęła drużyna Amber Volley Gorżdy i była rozstawiona z numerem 1. Faza play-off obejmowała ćwierćfinały oraz turnieje finałowe grup A i B.
Pary ćwierćfinałowe powstały na podstawie miejsc zajętych przez poszczególne zespoły w fazie zasadniczej według klucza:
- para 1: Amber Volley Gorżdy – 7;
- para 2: 1 – 6;
- para 3: 2 – 5;
- para 4: 3 – 4.

Rywalizacja w parach toczyła się do dwóch zwycięstw ze zmianą gospodarza po każdym meczu. Gospodarzem pierwszego spotkania w parze była drużyna, która w fazie zasadniczej zajęła wyższe miejsce. Zwycięzcy w parach awansowali do półfinałów grupy A, natomiast przegrani – do półfinałów grupy B.
Faza finałowa odbyła się w ciągu dwóch dni na jednej wyznaczonej hali. Pary półfinałowe grupy B utworzone zostały według klucza:
- para 1: przegrany w ćwierćfinałowej parze 1 – przegrany w ćwierćfinałowej parze 4;
- para 2: przegrany w ćwierćfinałowej parze 2 – przegrany w ćwierćfinałowej parze 3.

Zwycięzcy półfinałów rozegrali mecz finałowy o mistrzostwo grupy B, przegrani natomiast grali o 3. miejsce.
Pary półfinałowe grupy A utworzone zostały według klucza:
- para 1: zwycięzca w ćwierćfinałowej parze 1 – zwycięzca w ćwierćfinałowej parze 4;
- para 2: zwycięzca w ćwierćfinałowej parze 2 – zwycięzca w ćwierćfinałowej parze 3.

Zwycięzcy półfinałów rozegrali mecz finałowy o mistrzostwo Litwy, przegrani natomiast rywalizowali o 3. miejsce.

## Drużyny uczestniczące
W Mistrzostwach Litwy w sezonie 2023/2024 uczestniczyło 9 drużyn. Amber Volley Gorżdy jako uczestnik ligi bałtyckiej udział w rozgrywkach rozpoczął od fazy play-off. Przed rozpoczęciem sezonu z mistrzostw wycofały się kluby Etovis Kelmė i Panevėžio agrochemija-SC. Dołączył natomiast zespół Wileńskiego Uniwersytetu Technicznego – Vilnius Tech. Drużyna szkoły sportowej Sostinės tauras, która zajęła w sezonie 2022/2023 5. miejsce w grupie B Mistrzostw Litwy, połączyła się z zespołem Centrum sportowego rejonu wileńskiego (Vilniaus rajono sporto centras).
| Mistrzostwa Litwy 2023/2024                                                           | Mistrzostwa Litwy 2023/2024 |
| ------------------------------------------------------------------------------------- | --------------------------- |
| Elga-Grafaitė-SC Dubysa                                                               | 1                           |
| Amber Volley Gorżdy                                                                   | 2                           |
| Sūduva Mariampol                                                                      | 4                           |
| Vilniaus universitetas                                                                | 5                           |
| Awans z grupy B Mistrzostw Litwy                                                      |                             |
| Lušis Volley Rosienie                                                                 | 2                           |
| Alytaus Ultra                                                                         | 3                           |
| Vilniaus rajono sporto centras                                                        | 5                           |
| RIO Kowno                                                                             | 6                           |
| Nowi uczestnicy                                                                       |                             |
| Vilnius Tech                                                                          | —                           |
| Oznaczenia: - kolumna druga – miejsce zajęte przez daną drużynę w poprzednim sezonie. |                             |

## Hale sportowe
| Drużyna                        | Hala sportowa                                         | Miejscowość |       |
| ------------------------------ | ----------------------------------------------------- | ----------- | ----- |
| Alytaus Ultra                  | Alytaus tinklinio centras (Miklusėnų g. 36)           | Olita       | [ a ] |
| Amber Volley Gorżdy            | Policijos sporto salė (Gamyklos g. 33)                | Gorżdy      | [ b ] |
| Elga-Grafaitė-SC Dubysa        | Sporto centras "Dubysa"                               | Szawle      |       |
| Lušis Volley Rosienie          | Raseinių kūno kultūros ir sporto centras              | Rosienie    |       |
| RIO Kowno                      | RIO sporto arena                                      | Kowno       |       |
| Sūduva Mariampol               | Marijampolės sporto centro sporto salė (Gamyklų g. 1) | Mariampol   | [ c ] |
| Sūduva Mariampol               | Marijampolės meno mokykla                             | Mariampol   | [ c ] |
| Vilniaus rajono sporto centras | Savanorių sporto arena                                | Wilno       |       |
| Vilniaus universitetas         | VU Sveikatos ir sporto centras                        | Wilno       |       |
| Vilnius Tech                   | Vilnius Tech – Sporto ir meno centras                 | Wilno       |       |
| Źródło:                        |                                                       |             |       |

## Trenerzy
| Drużyna                        | Trener               | Asystent trenera     | *                   |
| ------------------------------ | -------------------- | -------------------- | ------------------- |
| Alytaus Ultra                  | Sigutė Kažukauskaitė | Martynas Lynikas     | [ 13 ] [ 14 ]       |
| Amber Volley Gorżdy            | Austris Štāls        | Serhij Szczehol      | [ 15 ] [ 16 ]       |
| Elga-Grafaitė-SC Dubysa        | Modestas Strockis    | Aivaras Strockis     | [ 17 ] [ 18 ]       |
| Lušis Volley Rosienie          | Aurimas Dyglys       | Antanas Lukošius     | [ 19 ] [ 20 ]       |
| RIO Kowno                      | Jorge Basualdo       | —                    | [ 21 ] [ 22 ] [ d ] |
| Sūduva Mariampol               | Romas Sujeta         | Raimondas Bendžiūnas | [ 23 ] [ 24 ]       |
| Vilniaus rajono sporto centras | Kęstutis Galdikas    | Karol Pacyna         | [ 25 ] [ 26 ]       |
| Vilniaus universitetas         | Tadas Donėla         | Algirdas Bučinskas   | [ 27 ] [ 28 ]       |
| Vilnius Tech                   | Radoslav Adamovič    | Ramūnas Bitinas      | [ 29 ] [ 30 ]       |

### Zmiany trenerów
| Przed sezonem       |                 |                |              |
| Amber Volley Gorżdy | Serhij Szczehol | Austris Štāls  | [ 31 ] [ e ] |
| RIO Kowno           | Alanas Silkinas | Jorge Basualdo |              |

## Faza zasadnicza

### Tabela wyników
| Gospodarz \ Gość1              | ELG | SŪD | VU  | LUŠ | ALY | VRSC | RIO | VTE |
| ------------------------------ | --- | --- | --- | --- | --- | ---- | --- | --- |
| Elga-Grafaitė-SC Dubysa        | -   | 3:0 | 3:0 | 3:0 | 3:0 | 3:0  | 3:0 | 3:0 |
| Sūduva Mariampol               | 3:1 | -   | 3:1 | 3:0 | 3:0 | 3:0  | 3:0 | 3:1 |
| Vilniaus universitetas         | 0:3 | 2:3 | -   | 3:2 | 2:3 | 3:0  | 3:0 | 3:2 |
| Lušis Volley Rosienie          | 0:3 | 0:3 | 1:3 | -   | 1:3 | 3:0  | 3:1 | 1:3 |
| Alytaus Ultra                  | 1:3 | 1:3 | 0:3 | 3:0 | -   | 3:2  | 3:0 | 0:3 |
| Vilniaus rajono sporto centras | 0:3 | 0:3 | 0:3 | 0:3 | 1:3 | -    | 3:1 | 3:1 |
| RIO Kowno                      | 0:3 | 0:3 | 0:3 | 3:0 | 0:3 | 3:2  | -   | 3:0 |
| Vilnius Tech                   | 0:3 | 1:3 | 0:3 | 3:1 | 3:2 | 3:2  | 3:2 | -   |

Źródło: 
1 Drużyna gospodarzy jest wymieniona po lewej stronie tabeli.
Kolory:
  zwycięstwo gospodarzy 3:0 lub 3:1
  zwycięstwo gospodarzy 3:2
  zwycięstwo gości 3:0 lub 3:1
  zwycięstwo gości 3:2

### Terminarz i wyniki spotkań
| Data                                                            | Godz. | Gospodarz                      | Rezultat                                | Gość                           | Widzów |
| --------------------------------------------------------------- | ----- | ------------------------------ | --------------------------------------- | ------------------------------ | ------ |
| I RUNDA                                                         |       |                                |                                         |                                |        |
| 22.10.2023                                                      | 13:00 | Vilniaus rajono sporto centras | 0:3 (15:25, 21:25, 23:25)               | Lušis Volley Rosienie          | 20     |
| 22.10.2023                                                      | 14:00 | Vilniaus universitetas         | 3:0 (25:22, 25:20, 27:25)               | RIO Kowno                      | bd.    |
| 22.10.2023                                                      | 16:00 | Alytaus Ultra                  | 1:3 (28:26, 18:25, 15:25, 23:25)        | Sūduva Mariampol               | 200    |
| 22.10.2023                                                      | 17:00 | Elga-Grafaitė-SC Dubysa        | 3:0 (25:21, 25:20, 25:23)               | Vilnius Tech                   | bd.    |
| 28.10.2023                                                      | 13:30 | Vilniaus universitetas         | 2:3 (24:26, 25:21, 25:18, 20:25, 14:16) | Alytaus Ultra                  | 45     |
| 29.10.2023                                                      | 15:00 | Alytaus Ultra                  | 3:0 (25:19, 25:11, 25:16)               | RIO Kowno                      | 65     |
| 29.10.2023                                                      | 17:00 | Lušis Volley Rosienie          | 1:3 (25:17, 15:25, 13:25, 15:25)        | Vilniaus universitetas         | bd.    |
| 29.10.2023                                                      | 17:00 | Elga-Grafaitė-SC Dubysa        | 3:0 (25:18, 25:19, 25:23)               | Sūduva Mariampol               | 100    |
| 4.11.2023                                                       | 14:00 | Sūduva Mariampol               | 3:0 (25:23, 25:9, 25:15)                | Vilniaus rajono sporto centras | 47     |
| 4.11.2023                                                       | 15:00 | RIO Kowno                      | 0:3 (17:25, 16:25, 14:25)               | Elga-Grafaitė-SC Dubysa        | 67     |
| 4.11.2023                                                       | 16:00 | Alytaus Ultra                  | 3:0 (25:23, 25:17, 28:26)               | Lušis Volley Rosienie          | 70     |
| 5.11.2023                                                       | 15:00 | Lušis Volley Rosienie          | 1:3 (19:25, 26:24, 13:25, 22:25)        | Vilnius Tech                   | bd.    |
| 5.11.2023                                                       | 17:00 | Vilniaus rajono sporto centras | 0:3 (19:25, 18:25, 16:25)               | Elga-Grafaitė-SC Dubysa        | bd.    |
| 11.11.2023                                                      | 18:30 | Vilnius Tech                   | 3:2 (25:21, 23:25, 25:16, 20:25, 17:15) | Vilniaus rajono sporto centras | 38     |
| 12.11.2023                                                      | 13:30 | Lušis Volley Rosienie          | 0:3 (17:25, 17:25, 14:25)               | Elga-Grafaitė-SC Dubysa        | bd.    |
| 12.11.2023                                                      | 15:00 | Alytaus Ultra                  | 3:2 (25:15, 25:20, 23:25, 10:25, 15:11) | Vilniaus rajono sporto centras | 148    |
| 18.11.2023                                                      | 14:00 | Sūduva Mariampol               | 3:1 (25:17, 20:25, 25:22, 25:17)        | Vilnius Tech                   | 42     |
| 18.11.2023                                                      | 15:00 | RIO Kowno                      | 3:0 (27:25, 27:25, 25:16)               | Lušis Volley Rosienie          | 30     |
| 18.11.2023                                                      | 17:00 | Elga-Grafaitė-SC Dubysa        | 3:0 (25:13, 25:11, 25:11)               | Alytaus Ultra                  | bd.    |
| 19.11.2023                                                      | 13:30 | Lušis Volley Rosienie          | 0:3 (18:25, 20:25, 15:25)               | Sūduva Mariampol               | bd.    |
| 19.11.2023                                                      | 14:00 | Vilniaus universitetas         | 3:0 (26:24, 25:21, 25:15)               | Vilniaus rajono sporto centras | 15     |
| 19.11.2023                                                      | 15:00 | Alytaus Ultra                  | 0:3 (29:31, 21:25, 21:25)               | Vilnius Tech                   | 124    |
| 22.11.2023                                                      | 18:30 | Vilnius Tech                   | 0:3 (19:25, 15:25, 23:25)               | Vilniaus universitetas         | 50     |
| 25.11.2023                                                      | 15:00 | RIO Kowno                      | 3:0 (25:18, 25:22, 25:20)               | Vilnius Tech                   | 67     |
| 26.11.2023                                                      | 13:00 | Vilniaus rajono sporto centras | 3:1 (25:21, 13:25, 26:24, 25:20)        | RIO Kowno                      | bd.    |
| 26.11.2023                                                      | 17:00 | Elga-Grafaitė-SC Dubysa        | 3:0 (25:13, 25:14, 25:19)               | Vilniaus universitetas         | bd.    |
| 2.12.2023                                                       | 14:00 | Vilniaus universitetas         | 2:3 (25:22, 23:25, 23:25, 25:15, 12:15) | Sūduva Mariampol               | 45     |
| 3.12.2023                                                       | 11:00 | Sūduva Mariampol               | 3:0 (25:21, 25:18, 25:13)               | RIO Kowno                      | bd.    |
| II RUNDA                                                        |       |                                |                                         |                                |        |
| 6.01.2024                                                       | 16:00 | Alytaus Ultra                  | 0:3 (24:26, 21:25, 22:25)               | Vilniaus universitetas         | 152    |
| 6.01.2024                                                       | 18:30 | Vilnius Tech                   | 0:3 (18:25, 8:25, 11:25)                | Elga-Grafaitė-SC Dubysa        | 30     |
| 13.01.2024                                                      | 18:30 | Vilnius Tech                   | 1:3 (25:16, 20:25, 20:25, 22:25)        | Sūduva Mariampol               | 30     |
| 14.01.2024                                                      | 11:30 | RIO Kowno                      | 0:3 (20:25, 19:25, 22:25)               | Alytaus Ultra                  | 67     |
| 14.01.2024                                                      | 13:00 | Vilniaus rajono sporto centras | 0:3 (17:25, 10:25, 11:25)               | Vilniaus universitetas         | bd.    |
| 14.01.2024                                                      | 17:00 | Elga-Grafaitė-SC Dubysa        | 3:0 (25:10, 25:14, 25:19)               | Lušis Volley Rosienie          | bd.    |
| 20.01.2024                                                      | 12:00 | Sūduva Mariampol               | 3:0 (25:14, 25:19, 25:21)               | Lušis Volley Rosienie          | 34     |
| 21.01.2024                                                      | 13:00 | Vilnius Tech                   | 3:1 (25:19, 25:18, 25:27, 25:13)        | Lušis Volley Rosienie          | 30     |
| 21.01.2024                                                      | 13:00 | Vilniaus rajono sporto centras | 0:3 (14:25, 13:25, 16:25)               | Sūduva Mariampol               | 10     |
| 21.01.2024                                                      | 17:00 | Elga-Grafaitė-SC Dubysa        | 3:0 (25:21, 25:15, 25:6)                | RIO Kowno                      | bd.    |
| 27.01.2024                                                      | 12:00 | Sūduva Mariampol               | 3:0 (25:21, 25:21, 25:16)               | Alytaus Ultra                  | 42     |
| 27.01.2024                                                      | 14:00 | Vilniaus universitetas         | 3:2 (25:18, 25:13, 19:25, 28:30, 15:9)  | Lušis Volley Rosienie          | 6      |
| 27.01.2024                                                      | 18:30 | Vilnius Tech                   | 3:2 (25:20, 25:19, 19:25, 22:25, 15:13) | RIO Kowno                      | 23     |
| 28.01.2024                                                      | 17:00 | Elga-Grafaitė-SC Dubysa        | 3:0 (25:9, 25:14, 25:16)                | Vilniaus rajono sporto centras | bd.    |
| 3.02.2024                                                       | 13:00 | Vilniaus rajono sporto centras | 1:3 (15:25, 25:20, 24:26, 14:25)        | Alytaus Ultra                  | 10     |
| 3.02.2024                                                       | 14:00 | Vilniaus universitetas         | 3:2 (25:20, 25:19, 22:25, 20:25, 16:14) | Vilnius Tech                   | 40     |
| 3.02.2024                                                       | 15:00 | Sūduva Mariampol               | 3:1 (13:25, 25:22, 25:21, 25:17)        | Elga-Grafaitė-SC Dubysa        | bd.    |
| 3.02.2024                                                       | 16:00 | Lušis Volley Rosienie          | 3:1 (25:22, 25:12, 23:25, 25:22)        | RIO Kowno                      | bd.    |
| 4.02.2024                                                       | 11:30 | RIO Kowno                      | 0:3 (19:25, 19:25, 10:25)               | Vilniaus universitetas         | 67     |
| 4.02.2024                                                       | 13:00 | Lušis Volley Rosienie          | 3:0 (25:15, 25:14, 25:19)               | Vilniaus rajono sporto centras | bd.    |
| 10.02.2024                                                      | 18:30 | Vilnius Tech                   | 3:2 (25:15, 25:22, 18:25, 15:25, 15:7)  | Alytaus Ultra                  | 41     |
| 11.02.2024                                                      | 14:00 | Vilniaus universitetas         | 0:3 (20:25, 20:25, 20:25)               | Elga-Grafaitė-SC Dubysa        | 27     |
| 17.02.2024                                                      | 13:30 | Lušis Volley Rosienie          | 1:3 (19:25, 25:22, 26:28, 23:25)        | Alytaus Ultra                  | bd.    |
| 17.02.2024                                                      | 15:00 | Sūduva Mariampol               | 3:1 (25:22, 25:27, 25:22, 25:16)        | Vilniaus universitetas         | bd.    |
| 17.02.2024                                                      | 15:00 | RIO Kowno                      | 3:2 (23:25, 24:26, 25:21, 25:18, 15:13) | Vilniaus rajono sporto centras | 50     |
| 18.02.2024                                                      | 11:30 | RIO Kowno                      | 0:3 (16:25, 16:25, 15:25)               | Sūduva Mariampol               | 50     |
| 18.02.2024                                                      | 13:00 | Vilniaus rajono sporto centras | 3:1 (25:17, 25:20, 18:25, 28:26)        | Vilnius Tech                   | 30     |
| 18.02.2024                                                      | 16:30 | Alytaus Ultra                  | 1:3 (35:33, 22:25, 21:25, 10:25)        | Elga-Grafaitė-SC Dubysa        | 148    |
| Wszystkie godziny według czasu lokalnego (UTC+2/UTC+3). Źródło: |       |                                |                                         |                                |        |

### Tabela
| Lp.                    | Drużyna                        | Pkt | Mecze | Mecze | Mecze | Rodzaj wyniku | Rodzaj wyniku | Rodzaj wyniku | Rodzaj wyniku | Rodzaj wyniku | Rodzaj wyniku | Sety | Sety | Sety  | Małe punkty | Małe punkty | Małe punkty |
| Lp.                    | Drużyna                        | Pkt | M     | W     | P     | 3:0           | 3:1           | 3:2           | 2:3           | 1:3           | 0:3           | wyg. | prz. | stos. | zdob.       | str.        | stos.       |
| ---------------------- | ------------------------------ | --- | ----- | ----- | ----- | ------------- | ------------- | ------------- | ------------- | ------------- | ------------- | ---- | ---- | ----- | ----------- | ----------- | ----------- |
| 1                      | Elga-Grafaitė-SC Dubysa        | 39  | 14    | 13    | 1     | 12            | 1             | 0             | 0             | 1             | 0             | 40   | 4    | 10    | 1093        | 750         | 1.457       |
| 2                      | Sūduva Mariampol               | 38  | 14    | 13    | 1     | 7             | 5             | 1             | 0             | 0             | 1             | 39   | 10   | 3.9   | 1162        | 961         | 1.209       |
| 3                      | Vilniaus universitetas         | 27  | 14    | 9     | 5     | 6             | 1             | 2             | 2             | 1             | 2             | 32   | 20   | 1.6   | 1175        | 1061        | 1.107       |
| 4                      | Alytaus Ultra                  | 20  | 14    | 7     | 7     | 3             | 2             | 2             | 1             | 2             | 4             | 25   | 27   | 0.926 | 1125        | 1162        | 0.968       |
| 5                      | Vilnius Tech                   | 16  | 14    | 6     | 8     | 1             | 2             | 3             | 1             | 3             | 4             | 23   | 32   | 0.719 | 1171        | 1216        | 0.963       |
| 6                      | Lušis Volley Rosienie          | 10  | 14    | 3     | 11    | 2             | 1             | 0             | 1             | 4             | 6             | 15   | 34   | 0.441 | 991         | 1148        | 0.863       |
| 7                      | RIO Kowno                      | 9   | 14    | 3     | 11    | 2             | 0             | 1             | 1             | 2             | 8             | 13   | 35   | 0.371 | 949         | 1124        | 0.844       |
| 8                      | Vilniaus rajono sporto centras | 9   | 14    | 2     | 12    | 0             | 2             | 0             | 3             | 1             | 8             | 13   | 38   | 0.342 | 951         | 1195        | 0.796       |
| Legenda: faza play-off |                                |     |       |       |       |               |               |               |               |               |               |      |      |       |             |             |             |

Źródło: 
Punktacja: 3:0 i 3:1 – 3 pkt; 3:2 – 2 pkt; 2:3 – 1 pkt; 1:3 i 0:3 – 0 pkt
Zasady ustalania kolejności: 1. liczba punktów; 2. liczba zwycięstw; 3. stosunek setów; 4. stosunek małych punktów; 5. bilans w bezpośrednich meczach

## Faza play-off

### Drabinka
|  |              |                         |              |                         |              |   |   |                         |                  |                   |                   |                   |       |       |       |
|  | Ćwierćfinały | Ćwierćfinały            | Ćwierćfinały | Ćwierćfinały            | Ćwierćfinały |   |   | Półfinały               | Półfinały        | Półfinały         |                   |                   | Finał | Finał | Finał |
|  | Ćwierćfinały | Ćwierćfinały            | Ćwierćfinały | Ćwierćfinały            | Ćwierćfinały |   |   | Półfinały               | Półfinały        | Półfinały         |                   |                   | Finał | Finał | Finał |
|  |              |                         |              |                         |              |   |   |                         |                  |                   |                   |                   |       |       |       |
|  |              |                         |              |                         |              |   |   |                         |                  |                   |                   |                   |       |       |       |
|  | 1            | Amber Volley Gorżdy     | 3            | 3                       |              |   |   |                         |                  |                   |                   |                   |       |       |       |
|  | 1            | Amber Volley Gorżdy     | 3            | 3                       |              |   |   |                         |                  |                   |                   |                   |       |       |       |
|  | 8            | RIO Kowno               | 0            | 0                       |              |   |   |                         |                  |                   |                   |                   |       |       |       |
|  | 8            | RIO Kowno               | 0            | 0                       |              |   | 1 | Amber Volley Gorżdy     | 3                |                   |                   |                   |       |       |       |
|  |              |                         |              |                         |              |   | 1 | Amber Volley Gorżdy     | 3                |                   |                   |                   |       |       |       |
|  |              |                         | 4            | Vilniaus universitetas  | 0            |   |   |                         |                  |                   |                   |                   |       |       |       |
|  | 4            | Vilniaus universitetas  | 4            | Vilniaus universitetas  | 0            | 3 | 3 |                         |                  |                   |                   |                   |       |       |       |
|  | 4            | Vilniaus universitetas  |              |                         |              |   |   |                         |                  |                   |                   |                   |       |       |       |
|  | 5            | Alytaus Ultra           | 0            | 0                       |              |   |   |                         |                  |                   |                   |                   |       |       |       |
|  | 5            | Alytaus Ultra           | 0            | 0                       |              |   | 1 | Amber Volley Gorżdy     | 3                |                   |                   |                   |       |       |       |
|  |              |                         |              |                         |              |   |   |                         |                  |                   |                   |                   |       |       |       |
|  |              |                         | 2            | Elga-Grafaitė-SC Dubysa | 0            |   |   |                         |                  |                   |                   |                   |       |       |       |
|  | 2            | Elga-Grafaitė-SC Dubysa | 2            | Elga-Grafaitė-SC Dubysa | 0            | 3 | 3 |                         |                  |                   |                   |                   |       |       |       |
|  | 2            | Elga-Grafaitė-SC Dubysa |              |                         |              |   |   |                         |                  |                   |                   |                   |       |       |       |
|  | 7            | Lušis Volley Rosienie   | 0            | 0                       |              |   |   |                         |                  |                   |                   |                   |       |       |       |
|  | 7            | Lušis Volley Rosienie   | 0            | 0                       |              |   | 2 | Elga-Grafaitė-SC Dubysa | 3                | Mecz o 3. miejsce | Mecz o 3. miejsce | Mecz o 3. miejsce |       |       |       |
|  |              |                         |              |                         |              |   | 2 | Elga-Grafaitė-SC Dubysa | 3                | Mecz o 3. miejsce | Mecz o 3. miejsce | Mecz o 3. miejsce |       |       |       |
|  |              |                         | 3            | Sūduva Mariampol        | 1            |   |   |                         |                  |                   |                   |                   |       |       |       |
|  | 3            | Sūduva Mariampol        | 3            | Sūduva Mariampol        | 1            | 3 | 3 |                         |                  |                   |                   |                   |       |       |       |
|  | 3            | Sūduva Mariampol        |              |                         |              |   |   | 3                       | Sūduva Mariampol | 3                 |                   |                   |       |       |       |
|  | 6            | Vilnius Tech            | 1            | 2                       |              |   |   | 3                       | Sūduva Mariampol | 3                 |                   |                   |       |       |       |
|  | 6            | Vilnius Tech            | 1            | 2                       |              |   | 4 | Vilniaus universitetas  | 2                |                   |                   |                   |       |       |       |
|  |              |                         |              |                         |              |   | 4 | Vilniaus universitetas  | 2                |                   |                   |                   |       |       |       |

Źródło: 

### Ćwierćfinały
(do dwóch zwycięstw)
| Data                                                      | Godz.                       | Gospodarz                   | Rezultat                               | Gość                      | Widzów                    |
| --------------------------------------------------------- | --------------------------- | --------------------------- | -------------------------------------- | ------------------------- | ------------------------- |
| Amber Volley Gorżdy (1)                                   | Amber Volley Gorżdy (1)     | Amber Volley Gorżdy (1)     | 2 – 0                                  | (8) RIO Kowno             | (8) RIO Kowno             |
| 9.03.2024                                                 | 16:00                       | Amber Volley Gorżdy         | 3:0 (25:10, 25:11, 25:20)              | RIO Kowno                 | bd.                       |
| 10.03.2024                                                | 16:00                       | RIO Kowno                   | 0:3 (14:25, 13:25, 15:25)              | Amber Volley Gorżdy       | 105                       |
| Vilniaus universitetas (4)                                | Vilniaus universitetas (4)  | Vilniaus universitetas (4)  | 2 – 0                                  | (5) Alytaus Ultra         | (5) Alytaus Ultra         |
| 2.03.2024                                                 | 14:00                       | Vilniaus universitetas      | 3:0 (25:22, 25:21, 25:18)              | Alytaus Ultra             | 33                        |
| 9.03.2024                                                 | 12:30                       | Alytaus Ultra               | 0:3 (21:25, 20:25, 21:25)              | Vilniaus universitetas    | 106                       |
| Elga-Grafaitė-SC Dubysa (2)                               | Elga-Grafaitė-SC Dubysa (2) | Elga-Grafaitė-SC Dubysa (2) | 2 – 0                                  | (7) Lušis Volley Rosienie | (7) Lušis Volley Rosienie |
| 3.03.2024                                                 | 17:00                       | Elga-Grafaitė-SC Dubysa     | 3:0 (25:13, 25:12, 25:14)              | Lušis Volley Rosienie     | bd.                       |
| 9.03.2024                                                 | 13:00                       | Lušis Volley Rosienie       | 0:3 (18:25, 19:25, 21:25)              | Elga-Grafaitė-SC Dubysa   | bd.                       |
| Sūduva Mariampol (3)                                      | Sūduva Mariampol (3)        | Sūduva Mariampol (3)        | 2 – 0                                  | (6) Vilnius Tech          | (6) Vilnius Tech          |
| 2.03.2024                                                 | 16:00                       | Sūduva Mariampol            | 3:1 (25:14, 28:26, 23:25, 25:17)       | Vilnius Tech              | 23                        |
| 9.03.2024                                                 | 18:30                       | Vilnius Tech                | 2:3 (25:20, 31:29, 13:25, 20:25, 9:15) | Sūduva Mariampol          | 50                        |
| Wszystkie godziny według czasu lokalnego (UTC+1). Źródło: |                             |                             |                                        |                           |                           |

### Turniej finałowy grupy A
Miejsce: Policijos sporto salė, Gorżdy
Wszystkie godziny według czasu lokalnego (UTC+2).

#### Półfinały
| Data       | Godz. | Gospodarz               | Rezultat                         | Gość                   | Widzów |
| ---------- | ----- | ----------------------- | -------------------------------- | ---------------------- | ------ |
| 23.03.2024 | 13:00 | Elga-Grafaitė-SC Dubysa | 3:1 (25:18, 21:25, 27:25, 25:19) | Sūduva Mariampol       | 95     |
| 23.03.2024 | 16:00 | Amber Volley Gorżdy     | 3:0 (25:14, 25:15, 25:13)        | Vilniaus universitetas | 88     |

#### Mecz o 3. miejsce
| Data       | Godz. | Gospodarz        | Rezultat                                | Gość                   | Widzów |
| ---------- | ----- | ---------------- | --------------------------------------- | ---------------------- | ------ |
| 24.03.2024 | 12:00 | Sūduva Mariampol | 3:2 (25:20, 18:25, 25:23, 17:25, 15:11) | Vilniaus universitetas | 100    |

#### Finał
| Data       | Godz. | Gospodarz           | Rezultat                  | Gość                    | Widzów |
| ---------- | ----- | ------------------- | ------------------------- | ----------------------- | ------ |
| 24.03.2024 | 15:00 | Amber Volley Gorżdy | 3:0 (25:17, 25:17, 25:15) | Elga-Grafaitė-SC Dubysa | 135    |

### Turniej finałowy grupy B
Miejsce: Alytaus tinklinio centras, Olita
Wszystkie godziny według czasu lokalnego (UTC+2).

#### Drabinka
|  | Półfinały | Półfinały             | Półfinały |  |  | Finał             | Finał                 | Finał             |
|  |           |                       |           |  |  |                   |                       |                   |
|  | 5         | Alytaus Ultra         | 3         |  |  |                   |                       |                   |
|  | 8         | RIO Kowno             | 1         |  |  |                   |                       |                   |
|  |           |                       |           |  |  | 5                 | Alytaus Ultra         | 1                 |
|  |           |                       |           |  |  | 6                 | Vilnius Tech          | 3                 |
|  | 6         | Vilnius Tech          | 3         |  |  |                   |                       |                   |
|  | 7         | Lušis Volley Rosienie | 1         |  |  | Mecz o 3. miejsce | Mecz o 3. miejsce     | Mecz o 3. miejsce |
|  |           |                       |           |  |  |                   |                       |                   |
|  |           |                       |           |  |  | 7                 | Lušis Volley Rosienie | 3                 |
|  |           |                       |           |  |  | 8                 | RIO Kowno             | 0                 |

Źródło: 

#### Półfinały
| Data       | Godz. | Gospodarz             | Rezultat                         | Gość         | Widzów |
| ---------- | ----- | --------------------- | -------------------------------- | ------------ | ------ |
| 16.03.2024 | 13:00 | Lušis Volley Rosienie | 1:3 (21:25, 25:27, 25:23, 18:25) | Vilnius Tech | 43     |
| 16.03.2024 | 16:00 | Alytaus Ultra         | 3:1 (25:16, 25:18, 21:25, 25:16) | RIO Kowno    | 122    |

#### Mecz o 3. miejsce
| Data       | Godz. | Gospodarz             | Rezultat                  | Gość      | Widzów |
| ---------- | ----- | --------------------- | ------------------------- | --------- | ------ |
| 17.03.2024 | 12:00 | Lušis Volley Rosienie | 3:0 (25:16, 25:17, 25:15) | RIO Kowno | 68     |

#### Finał
| Data       | Godz. | Gospodarz     | Rezultat                         | Gość         | Widzów |
| ---------- | ----- | ------------- | -------------------------------- | ------------ | ------ |
| 17.03.2024 | 15:00 | Alytaus Ultra | 1:3 (23:25, 25:18, 21:25, 23:25) | Vilnius Tech | 100    |

## Klasyfikacja końcowa
| Poz. | Drużyna                        |
| ---- | ------------------------------ |
| 1.   | Amber Volley Gorżdy            |
| 2.   | Elga-Grafaitė-SC Dubysa        |
| 3.   | Sūduva Mariampol               |
| 4.   | Vilniaus universitetas         |
| 5.   | Vilnius Tech                   |
| 6.   | Alytaus Ultra                  |
| 7.   | Lušis Volley Rosienie          |
| 8.   | RIO Kowno                      |
| 9.   | Vilniaus rajono sporto centras |

## Nagrody indywidualne
Nagrody indywidualne przyznane zostały najlepszym zawodnikom turnieju finałowego grupy A.
| Nagroda                  | Zawodnik              | Klub                   |
| ------------------------ | --------------------- | ---------------------- |
| Najlepszy zawodnik (MVP) | Artūr Vincėlovič      | Amber Volley Gorżdy    |
| Najlepszy rozgrywający   | Dmytro Szłomin        | Amber Volley Gorżdy    |
| Najlepszy atakujący      | Matheus Veloso        | Amber Volley Gorżdy    |
| Najlepsi przyjmujący     | Andrij Czmiriow       | Amber Volley Gorżdy    |
| Najlepsi przyjmujący     | Audrius Kasparavičius | Sūduva Mariampol       |
| Najlepszy środkowy       | Linas Starkutis       | Amber Volley Gorżdy    |
| Najlepszy libero         | Tomas Gavrilovas      | Vilniaus universitetas |
| Źródło:                  |                       |                        |